# Chamaecrista stricta
Chamaecrista stricta är en ärtväxtart som beskrevs av Ernst Meyer. Chamaecrista stricta ingår i släktet Chamaecrista och familjen ärtväxter. Inga underarter finns listade i Catalogue of Life.